# 羽津地区
羽津地区（はづちく）は、三重県四日市市の地区の一つ。1941年に四日市市に編入された三重郡羽津村の村域にあたり、四日市市役所羽津地区市民センターの管轄区域である。

## 概要

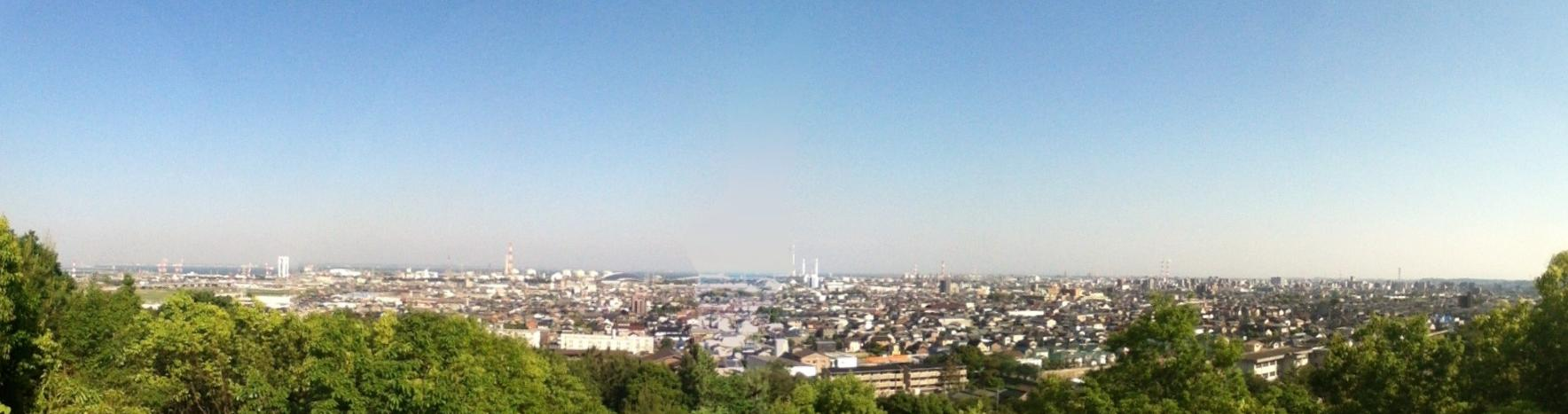
垂坂公園より撮影

### 地名について
- 霞ヶ浦駅があり羽津地区の名称以外に市内では「霞ヶ浦」の名称が定着した。霞ヶ浦駅付近を境界に南北に小学校区が区分されている。

### 四日市の港湾地区
- 伊勢湾の霞ヶ浦海水浴場を埋め立てて国道23号線沿いが開発されて、霞ヶ浦緑地公園に四日市ドームや四日市競輪場などの市民スポーツ施設が整備された。伊勢湾を埋め立てて造成させた人工島の北半分が富田地区であり、四日市港の海上コンテナ埠頭があり、人工島の南半分は羽津地区で霞ヶ浦地区を埋め立てた第3四日市コンビナートがある。

### 志氐神社
- 志氐神社は祭神が気吹戸主神など古代権力者の祖先霊と風の神仏である。弟橘比売命の恋愛のご利益があるとされる境内分社がある。4世紀に築造された前方後円墳の志氐神社古墳の跡地である。

## 地理

### 面積
面積は7.57 km2

### 地形

#### 海岸
主な海岸
- 伊勢湾

## 歴史

### 沿革
- 朝明郡羽津村が1889年（明治22年）に成立
- 三重郡羽津村が1896年（明治29年）に成立
- 1941年（昭和16年）に四日市市に編入された。[注釈 1]

## 観光

### 観光スポット
主な公園
- 霞ヶ浦緑地公園
- 垂坂公園